# ژول ورن

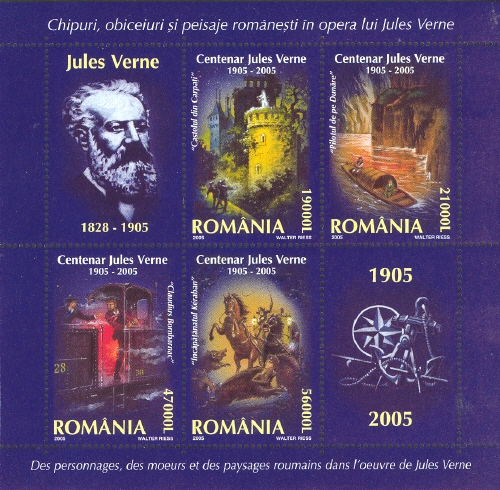
سری تمبرهای چاپ شدهٔ کشور رومانی که در برگیرندهٔ داستان‌های ژول ورن در رابطه با این کشور است، قلعهٔ کارپات‌ها، ناخدای دانوب، کلودیوس بومبارناک، کارابان لجباز، پست رومانی، ورق مینیاتور سال ۲۰۰۵

ژول گابریل ورن (به فرانسوی: Jules Gabriel Verne)  (زاده ۸ فوریه ۱۸۲۸ – درگذشته ۲۴ مارس ۱۹۰۵) نویسنده، شاعر و نمایش‌نامه‌نویس فرانسوی بود که بیشتر شهرتش را مدیون نگارش داستان‌ های ماجراجویانه‌ای است که دنیای داستان ‌های علمی–تخیلی را دگرگون کردند. او در مقام دومین نویسنده‌ای است که کتاب‌هایشان از سال ۱۹۷۹ تاکنون، بیشترین ترجمه را به زبان‌های گوناگون جهان داشته‌اند. پیش و پس از او به‌ ترتیب آگاتا کریستی و شکسپیر جا دارند.
ژول ورن در هشتم فوریه (۱۸۲۸) در یک خانوادهٔ مرفه در منطقهٔ بندری شهر نانت فرانسه متولد شد. به خواست پدرش تحصیلاتش را در رشتهٔ حقوق به پایان برد، اما ذوق نمایشنامه‌نویسی و رمان‌نویسی او را بر آن داشت که کم‌کم به سوی ادبیات کشیده شود. اگر چه در ابتدا در این کار موفق نبود و از دیدگاه مالی هم در مضیقه قرار گرفته بود، اما پس از آن به سرعت پیشرفت کرد.
همکاری ورن با انتشارات پیر-ژول اتزل منجر به خلق مجموعهٔ سفرهای شگفت‌انگیز شد که مجموعه داستان‌هایی ماجراجویانه و محبوب بودند و مهم‌ترین آن‌ها عبارت بودند از سفر به مرکز زمین (۱۸۶۴)، بیست هزار فرسنگ زیر دریا (۱۸۷۰)، و دور دنیا در هشتاد روز (۱۸۷۳).
در آغاز آثار ژول ورن تنها در میان کودکان طرفداران و علاقه‌مندانی داشت تا آن که منتقد و نویسنده‌ای به نام مارسل موره (۱۹۶۹–۱۸۸۷) چندین کتاب و رساله دربارهٔ ژول ورن نوشت و او را چنان‌که بود به دنیا معرفی کرد. مارسل موره در دو کتاب: ژول ورن بسیار شگفت‌انگیز (۱۹۶۰) و اکتشافات ژول ورن (۱۹۶۳) ژول ورن را به دنیا شناساند و از آن به بعد دوستداران ادب با نظر جدی‌تری به ژول ورن می‌نگرند.
ژول ورن که هفتاد و هفت سال (۱۹۰۵–۱۸۲۹) زندگی کرد، نزدیک به هشتاد داستان بلند و کوتاه و رسالهٔ پژوهشی و مقاله نوشته‌ است. مانند تاریخ مصر و فرانسه و مستعمره‌هایش (۱۸۶۸) تاریخ رهنوردیهای بزرگ و رهنوردیهای بزرگ (۱۸۷۸) کریستف کلمب (۱۸۸۳) و افزون بر آن پانزده نمایشنامه نوشته که در آن دوره بر روی صحنه رفته‌است. شهرت او با سه داستان بلند مشهورش پنج هفته در بالن و سفر به مرکز زمین و از زمین به ماه (سفر به ماه) آغاز شد. در عصری که نویسندگان خوش قریحه و چیره‌دستی چون بالزاک، دیکنز، الکساندر دوما، تولستوی، داستایفسکی، تورگنیف، فلوبر، استاندال، جورج الیوت و امیل زولا و ده‌ها نویسنده نامدار دیگر زندگی می‌کردند، ژول ورن موفق شد جایگاه خود را به عنوان نویسنده و گردآور ورزیده در میان این مشاهیر تثبیت کند. وی با پیش‌بینی‌های ارزنده و روشن بینانهٔ خود، چراغ راهنمای نوآوران و دانشمندان در نیم و حتی یک سده پس از آن گردید. امروزه کشتی هسته‌ای ناتیلوس به افتخار کشتی افسانه‌ای به همین نام در اثر نامدار او بیست هزار فرسنگ زیر دریا نامگذاری گردیده ‌است.

## زندگی
ژول ورن در ۸ فوریه ۱۸۲۸ در شهر نانت متولد شد. پدرش پیر ورن در سال ۱۸۲۷ با دختری از نانت ازدواج کرده بود. هر چند که خانوادهٔ دختر بسیار توانمند بودند، پیر ورن که دلبستگی به آموختن و خواندن داشت به کار وکالت پرداخت. ژول ورن برادری به نام پل (۱۸۹۷–۱۸۲۹) و سه خواهر به نام‌های آنا، ماتیلد و ماری داشت.
در سال (۱۸۳۹) سوار بر کشتی خودش به نخستین دریانوردی دور و درازش پرداخت و به هند رفت. پس از بازگشت، در سال (۱۸۴۴) در دبیرستان نانت نام‌نویسی کرد و به آموختن سخنوری و فلسفه روی آورد. پس از گرفتن گواهینامه، به پیشنهاد پدر به کارهای حقوقی مشغول شد. هم‌زمان به نوشتن نمایشنامه و تراژدی می‌پرداخت ولی خانواده‌اش برای نوشتن داستان‌های غم‌انگیز به او اعتراض می‌کردند و به همین علت به تدریج از این کار دست کشید.

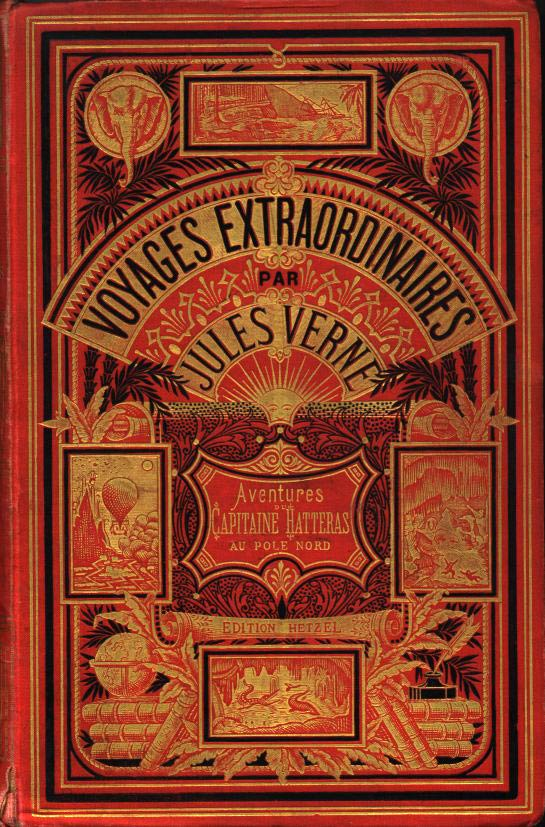
نسخهٔ پاورقی چاپ شدهٔ هتزل از ماجراهای کاپیتان هاتراس

در سال (۱۸۴۸) با گرفتن اجازه از پدر برای ادامهٔ آموختن در رشته حقوق به پاریس رفت و در آنجا با استفاده از فرصت می‌کوشید تا نمایشنامه‌های خود را به روی صحنه ببرد. با این حال کارها آن طور که جوان ساده‌دل شهرستانی می‌اندیشید پیش نمی‌رفتند، پدر ماهانهٔ اندکی برای او می‌فرستاد و او ناچار برای گذران زندگی و هزینهٔ تحصیل باید با دشواری می‌کوشید و در عین حال صرفه‌جویی نیز می‌کرد. یک بار برای تهیه پول بلیت نمایش شکسپیر ناچار شد سه روز غذا نخورد. با وجود این سختی‌ها همچنان از کار نوشتن بازنمی‌ماند و به آفریدن نوشته‌های گرانمایهٔ خود ادامه می‌داد.
در همین اوقات با الکساندر دوما آشنا شد. او که دلبستهٔ ذوق و قریحهٔ ژول ورن جوان شده بود، وی را زیر و بال و پر خود گرفت و حتی برای دیدن نمایشنامه‌ها او را به لژ ویژهٔ خود می‌فرستاد. در سال ۱۸۴۹ با الهام از دوما سه نمایشنامه می‌نویسد که یکی را دومای پدر می‌پسندد و در سال ۱۸۵۰ نمایشنامهٔ یاد شده به نام «پوشال‌های برباد رفته» در نمایش‌خانه (تئاتر) تاریخی بر روی صحنه می‌رود و با موفقیت نِسبی روبرو می‌شود. در کنار این‌ها، ژول ورن ادامه تحصیل در رشتهٔ حقوق را فراموش نکرد و به درخواست پدرش پس از فراغت از تحصیل در شهر نانت به کار دادگویی پرداخت. با این حال عشق به نویسندگی او را رها نمی‌کرد و مجدداً روانهٔ پاریس شد. برای گذران زندگی ناچار به تدریس شد و در آن حال به نوشتن می‌پرداخت و دستاورد آن روزگار چند داستان است که سال‌ها بعد با نام فضانوردی‌های شگفت انتشار یافت. در سال ۱۸۵۲ ژول ورن نخستین نوشتهٔ بزرگ خود را به نام مارتین پاز را که داستانی تاریخی دربارهٔ جنگ‌ها و برخوردهای هندوها و دورگه‌های پرونی و اسپانیولی بود در رشته انتشارات دیرینکدهٔ خانواده‌ها چاپ کرد.
نویسندهٔ ۲۴ سالهٔ فرانسوی اکنون به چنان نام‌آوری رسیده بود که در همهٔ محفل‌های ادبی راجع به ذوق و قریحه و پهناوری دانسته‌های او به ویژه در رشتهٔ گیتی‌شناسی گفتگو می‌شد. در سال ۱۸۵۳ نمایشنامهٔ دیگر ژول ورن در نمایش‌خانه لیریک با کامیابی فراوانی روبرو شد. سال بعد نخستین داستان بلند خود به نام ارباب زاخاری و زمستانی در قطب جنوب منتشر کرد و در این حال از نوشتن نمایشنامه نیز دست برنمی‌داشت. در سال ۱۸۵۷ با همسر آینده‌اش که بیوه‌ای بیست و شش ساله بود آشنا گردید و سپس با وی ازدواج کرد. در سال‌های ۱۸۵۹ تا ۱۸۶۱ به سفرهای پژوهشی در اسکاتلند و نروژ اسکاندیناوی پرداخت. پس از بازگشت اپرایی را بر روی صحنه برد. در ۳ اوت ۱۸۶۱ میشل ورن تنها فرزند وی به دنیا آمد.

## بنگاه نشر هتزل

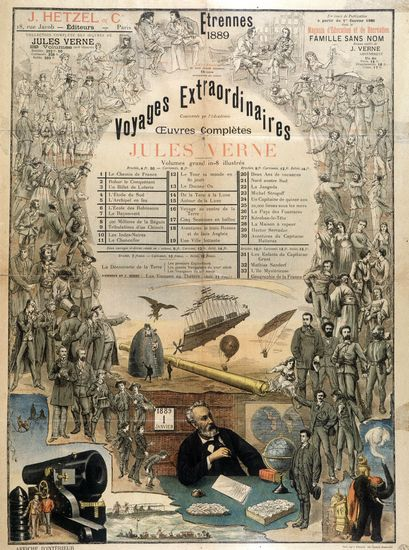
پوستر تبلیغاتی بنگاه نشر هتزل که به معرفی آثار ژول ورن پرداخته، سال ۱۸۸۹ میلادی

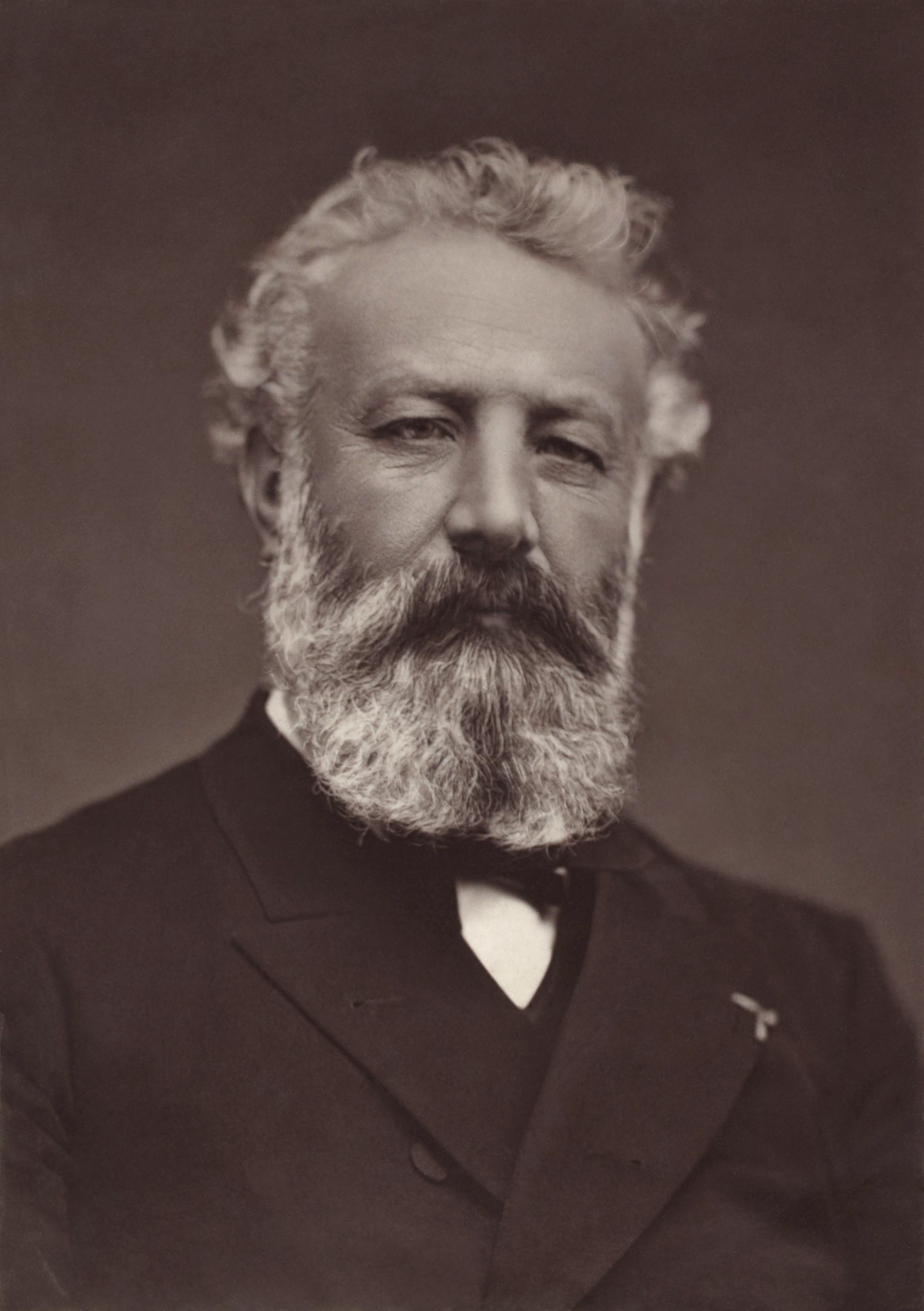
پرترهٔ ژول ورن، نویسندهٔ برجستهٔ فرانسوی ژانر علمی–تخیلی به‌سال ۱۸۸۴ میلادی، اثر اِتین کرجا. نخستین کتاب ژول ورن با عنوان پنج هفته در بالن در سال ۱۸۶۳ میلادی، منتشر شد. در طی یک دههٔ بعد، او چندین داستان بزرگ ماجراجویی علمی–تخیلی تاریخ را نوشت: سفر به مرکز زمین، بیست هزار فرسنگ زیر دریا، سفر به مرکز زمین از پرفروش‌ترین رمان‌های تمام دوران؛ دور دنیا در هشتاد روز. یونسکو، ژول ورن را یکی از ۱۰ نویسندهٔ بزرگ جهان از نظر میزان ترجمه و پراکندگی آثار، معرفی کرد.

ژول ورن در سال ۱۸۶۲ با ناشری به نام پیر-ژول اتزل قرارداد فروش کتاب نامدار خود پنج هفته در بالن را امضا نمود. همکاری این دو بیست سال ادامه یافت. بالاخره ژول ورن دریافت که استعداد او در داستان‌نویسی است و ابتدا فرانسه و در اندک زمانی پس از آن تمام دنیا از وجود این نویسندهٔ آفریننده آگاه گردید. هتزل که اینک ستاره‌ای را یافته بود به ژول ورن پیشنهاد همکاری با ماهنامه‌ای به نام آموزش و سرگرمی‌ها را داد.
او این پیشنهاد را پذیرفت و در ۲۰ مارس ۱۸۶۴ ماجراهای کاپیتان هاتراس را در آن به گونه پاورقی منتشر نمود و سپس آن را به صورت کتابی درآورد و در سال ۱۸۶۵ سفر به مرکز زمین و سپس از زمین به ماه را به نام خط سیر یکراست در ۹۷ ساعت و۲۰ دقیقه چاپ کرد. با این حال نباید فراموش کرد که روزنامه جدی و پر خوانندهٔ دبا گفتمان‌های پاورقی از زمین به کره ماه و رهنوردی به دور ماه را چاپ کرده‌است.
در سال ۱۸۶۶ که ژول ورن به اوج نام‌آوری و کامیابی خود رسیده بود برای خود یک کشتی گردشی خرید و آن را به نام پسرش سن میشل گذاشت. این قایق ماهیگیری دفتر کار و مرکز مطالعهٔ او شمرده می‌شد و هنگامی که در دریای مانش دریانوردی یا در روی رودخانه سن کشتی می‌راند، در همان هنگام به اندیشیدن می‌پرداخت و دستاورد اندیشه‌های خود را به گونهٔ اثرهای جاودانی به روی کاغذ می‌آورد. در سال ۱۸۶۷ به همراه برادرش پل با کشتی مجهزی به نام گریت ایسترن رهسپار آمریکا شد و در بازگشت شاهکار ارزندهٔ خود به نام بیست هزار فرسنگ زیر دریا را نوشت. در سال ۱۸۷۲ به شهر آمین زادبوم همسرش رفت و در آنجا اقامت کرد. دو سال پس از آن یک مهمانخانه خودمانی و این بار یک کشتی گردشی واقعی خرید و نام آن را سن میشل دوم گذاشت دور دنیا در هشتاد روز را به روی صحنه برد که اجرای آن دو سال با موفقیت تمام ادامه یافت.
ژول ورن در سال ۱۸۷۱ پدر و در سال ۱۸۸۷ مادر خود را از دست داد. در سال ۱۸۹۷ برادرش پل رخت به سرزمین دیگر کشید و خود وی در سال ۱۹۰۲ دچار آب‌مروارید گردید. اگر چه که در سال‌های نام‌آوری و سرافرازی چنین یاد کرده‌است: «من هیچ گلایه‌ای از زیستن ندارم کم و بیش هر آنچه را می‌خواسته‌ام، به‌دست آورده‌ام.» در سال ۱۸۸۷–۱۸۸۶ پس از یک درام خانوادگی که به تیراندازی برادرزاده‌اش به سوی او انجامید و با دو گلوله زخمی‌اش ساخت و هیچ‌کس هم دلیلش را ندانست، ژول ورن به دنباله کار خود در شورای شهر آمین که از چندی پیش به آن سرگرم بود، پرداخت. این جور به نظر می‌رسد که شخصیت اداری و نویسندگی وی ناهمسازی ندارند و به خوبی یکدیگر را می‌پذیرند. در سال ۱۸۹۲ به خواهرانش می‌نویسد: پاریس دیگر مرا نخواهد دید. زندگی‌نامه نویسان ژول ورن او را در سال‌های ۱۹۰۵–۱۸۸۴ خاموش افسرده و سرخورده توصیف کرده و این برداشت را از یکی از نامه‌هایی که برای خواهرش فرستاده به‌دست آورده‌اند: «هر جور خوشی و شادی برایم برنتافتنی شده و شخصیت و منش من به کل تغییر کرده و کوفت‌هایی بر من راه یافته که هرگز از آن رهایی نخواهم یافت.»
هرچند که با استناد به نوشته‌های دیگر عکس این دیدگاه رفتاری نیز بیان شده‌است؛ زیرا او تا وقتی که می‌توانست قلم به دست گیرد دست از تکاپو برنداشت. حتی یک بار در نزد نویسنده ایتالیایی دوآمی چیس گفته بود: زمانی که من کاری ندارم، احساس می‌کنم که زندگی از هستی‌ام رخت بر بسته‌است. او همچنان به خواندن نوشته‌های ادگار آلن پو که بسیار به آن دلبسته بود ادامه می‌داد و به نوشتن داستان نامدارش اسرار قطب جنوب دنباله می‌داد و تا ۲۴ مارس ۱۹۰۵ که به ابدیت پیوست ده کتاب دیگر نوشت. ژول ورن در ۲۴ مارس ۱۹۰۵ بر اثر بیماری دیابت، در شهر آمین درگذشت.
ژول ورن چند سال پیش از مرگ به یادگیری زبان اسپرانتو علاقمند شده بود و قصد داشت بخشهایی از رمان ناتمام سفر تحقیقی را به این زبان بنویسد.

## آثار

### رمان‌های منتشر شده در زمان حیات ژول ورن
| ردیف | سال انتشار | عنوان فارسی                                  |
| ---- | ---------- | -------------------------------------------- |
| ۱    | ۱۸۶۳       | پنج هفته در بالن                             |
| ۲    | ۱۸۶۶       | ماجراهای کاپیتان هاتراس                      |
| ۳    | ۱۸۶۷       | سفر به مرکز زمین                             |
| ۴    | ۱۸۶۸       | از زمین تا کره ماه                           |
| ۵    | ۱۸۶۷–۶۸    | فرزندان کاپیتان گرانت (فرزندان ناخدا گرانت)  |
| ۶    | ۱۸۷۱       | بیست هزار فرسنگ زیر دریا                     |
| ۷    | ۱۸۷۰       | در مدار ماه                                  |
| ۸    | ۱۸۷۱       | شهر شناور                                    |
| ۹    | ۱۸۷۲       | ماجراهای آفریقا                              |
| ۱۰   | ۱۸۷۳       | سوداگران پوست (کشور خزها)                    |
| ۱۱   | ۱۸۷۳       | دور دنیا در هشتاد روز                        |
| ۱۲   | ۱۸۷۴–۵     | جزیره اسرارآمیز (جزیره ناشناخته)             |
| ۱۳   | ۱۸۷۵       | نجات یافتگان کشتی شانسلور (کشتی شکستگان)     |
| ۱۴   | ۱۸۷۶       | میشل استروگف                                 |
| ۱۵   | ۱۸۷۷       | هکتور سرواداک (در سیارات چه می‌گذرد)          |
| ۱۶   | ۱۸۷۷       | اسرار معدن ذغال‌سنگ                           |
| ۱۷   | ۱۸۷۸       | کاپیتان ۱۵ساله (کاپیتان دیک ساند)            |
| ۱۸   | ۱۸۷۹       | پانصد میلیون ثروت (زیرزمین اژدها)            |
| ۱۹   | ۱۸۷۹       | دیوار چین (گرفتاری‌های یک چینی در چین)        |
| ۲۰   | ۱۸۸۰       | خانه متحرک                                   |
| ۲۱   | ۱۸۸۱       | هشتصد فرسنگ در آمازون (جنگل‌های تاریک آمازون) |
| ۲۲   | ۱۸۸۲       | مدرسه رابینسون‌ها (جزیره وحشیان)              |
| ۲۳   | ۱۸۸۲       | اشعه سبز                                     |
| ۲۴   | ۱۸۸۳       | کارابان لجباز                                |
| ۲۵   | ۱۸۸۴       | ستاره جنوب                                   |
| ۲۶   | ۱۸۸۴       | جزیره‌ای در آتش                               |
| ۲۷   | ۱۸۸۵       | ماتیاس ساندورف                               |
| ۲۸   | ۱۸۸۶       | بلیت لاتاری (جایزه بزرگ) (شانس بزرگ)         |
| ۲۹   | ۱۸۸۶       | روبر فاتح                                    |
| ۳۰   | ۱۸۸۷       | شمال در برابر جنوب                           |
| ۳۱   | ۱۸۸۷       | پرواز به فرانسه                              |
| ۳۲   | ۱۸۸۸       | تعطیلات دوساله (آوارگان جزیره)               |
| ۳۳   | ۱۸۸۹       | خانواده ناشناس                               |
| ۳۴   | ۱۸۸۹       | خرید قطب شمال                                |
| ۳۵   | ۱۸۹۰       | سزار کازابل (آقای سزار)                      |
| ۳۶   | ۱۸۹۱       | گمشدگان اقیانوس                              |
| ۳۷   | ۱۸۹۲       | قلعه کارپات‌ها (قلعه مرموز)                   |
| ۳۸   | ۱۸۹۲       | کلودیوس بومبارناک                            |
| ۳۹   | ۱۸۹۳       | میک بچهٔ سر راهی (فرزند ایرلند)               |
| ۴۰   | ۱۸۹۴       | کاپیتان آنتیفر                               |
| ۴۱   | ۱۸۹۵       | جزیره شناور                                  |
| ۴۲   | ۱۸۹۶       | در برابر پرچم (تونل زیردریایی)               |
| ۴۳   | ۱۸۹۶       | کلوویس داردنتور                              |
| ۴۴   | ۱۸۹۷       | اسرار قطب جنوب (ابوالهول یخ‌ها)               |
| ۴۵   | ۱۸۹۸       | اورینوکو باشکوه                              |
| ۴۶   | ۱۸۹۹       | اراده یک عجیب و غریب                         |
| ۴۷   | ۱۹۰۰       | پرچم دورافتاده                               |
| ۴۸   | ۱۹۰۱       | روستای هوایی                                 |
| ۴۹   | ۱۹۰۱       | مار دریایی                                   |
| ۵۰   | ۱۹۰۲       | برادران ماجراجو                              |
| ۵۱   | ۱۹۰۳       | کمک هزینه سفر                                |
| ۵۲   | ۱۹۰۴       | یک درام در لیوونی (حادثه در لیونی)           |
| ۵۳   | ۱۹۰۴       | صاحب جهان (ارباب گیتی)                       |
| ۵۴   | ۱۹۰۵       | هجوم دریا (سفر به صحرای اسرارآمیز)           |

### رمان‌هایی منتشر شده پس از مرگ ژول ورن
این رمان‌ها توسط خود ژول ورن نگارش شده بود که پس از مرگش توسط پسرش میشل ورن ویرایش و منتشر شد.
| ردیف | سال انتشار | عنوان فارسی                       |
| ---- | ---------- | --------------------------------- |
| ۱    | ۱۹۰۵       | فانوس دریایی آخر دنیا             |
| ۲    | ۱۹۰۶       | آتشفشان طلا                       |
| ۳    | ۱۹۰۷       | آژانس مسافرتی تامپسون             |
| ۴    | ۱۹۰۸       | شکار شهاب(کره طلایی)              |
| ۵    | ۱۹۰۸       | ناخدای دانوب                      |
| ۶    | ۱۹۰۹       | بازماندگان جاناتان                |
| ۷    | ۱۹۱۰       | راز ویلهم استوریتز (نامزد نامرئی) |
| ۸    | ۱۹۱۹       | مأموریت بار ساک                   |
| ۹    | ۱۹۹۴       | پاریس در قرن بیستم                |

## نگارخانه

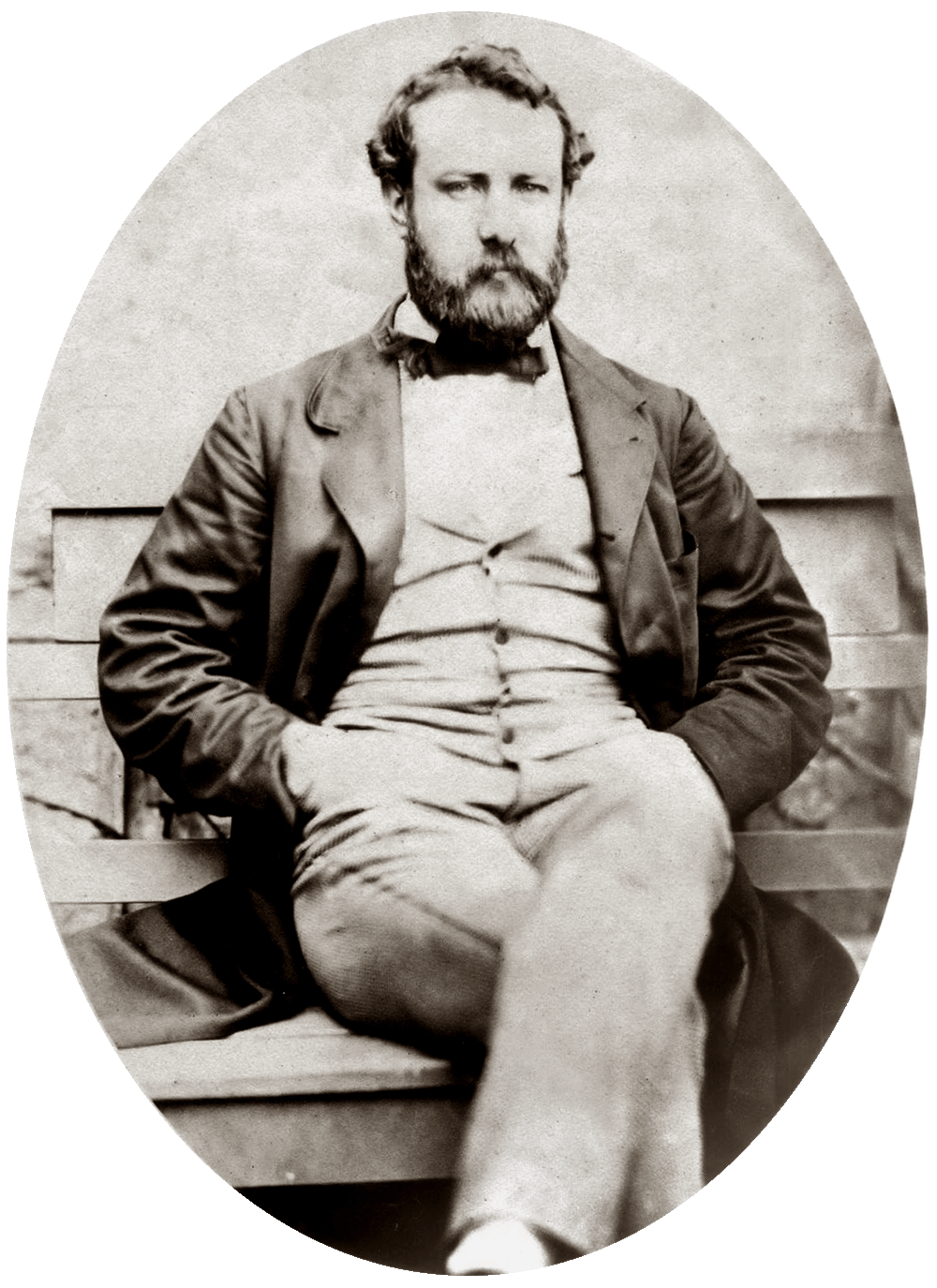